# 6922 Yasushi
6922 Yasushi (1993 KY1) là một tiểu hành tinh vành đai chính được phát hiện ngày 27 tháng 5 năm 1993 bởi S. Otomo ở Kiyosato.